# الدوح
الدوح قرية سعودية، في محافظة الجموم بمنطقة مكة المكرمة. تقع في شمال مكة المكرمة بمسافة تقارب (50) كم.